# Золотницкий, Владимир Трофимович
Влади́мир Трофи́мович Золотни́цкий (фамилия при рождении — Слодни́цкий; ок. 1741, село Ярославка, Бобровицкая сотня, Киевский полк, Российская империя — после 1796, Екатеринославское наместничество, Новороссийский край, Российская империя) — русский юрист XVIII века, философ

-моралист, богослов, писатель

 и переводчик.
Автор первого оригинального русского сочинения в области юридических наук.
Полковник Русской императорской армии, служивший в Новороссийском крае в составе Днепровского пикинёрного полка, участник Русско-турецкой войны. Губернский прокурор в Екатеринославе, затем председатель Екатеринославской палаты гражданского суда, статский советник и «ордена Св. Владимира IV степени кавалер».

## Биография
«Из малороссиян», родился в области Киевского полка в селе Ярославка, вотчине Киево-Выдубицкого Свято-Михайловского мужского монастыря, в семье священника Покровской церкви Трофима Слодницкого.
Учился в Киево-Могилянской академии (с 1753). Весной 1755 года был направлен вместе с товарищем по академии В. Г. Рубаном на учёбу в Москву в первой группе «штудентов разных семинариев», переведённых в только что учреждённый Московский университет «на первой при заведении Университета случай». В Киеве обучался ещё под польско-малороссийской фамилией отца; в Москве стал пользоваться практически аналогичной по звучанию, но на тот момент (до первого раздела Польши и появления в Российской империи большого количества евреев) казавшейся «более великорусской» фамилией Золотницкий.
«В службе с 1760 года июля 25»; преподавал немецкий язык в университетской гимназии, затем в Сухопутном шляхетском корпусе (c 1762), «а из оного выпущен 4 июня 1764 года в Камер-коллегию переводчиком ранга подпоручичья». Секретарь в штате сенатора, генерал-аншефа П. И. Панина. В 1768 Самуил Миславский, епископ Белгородский, писал о В. Т. Золотницком игумену Киево-Выдубицкого монастыря Иакову Воронковскому: «Его рука очень сильна. Он у Паниных имеет великую доверенность».
С 1767 года — член Комиссии по составлению нового Уложения от шляхетства Малороссийской губернии («Малороссийского Киевского полка поветов Козелецкого и Остерского»). Будучи делегатом от Малороссии, принципиально позиционировал себя как представителя «нерусского» дворянства, настаивая на необходимости специфического регулирования прав малороссийского и прибалтийского благородного сословия, несколько отличного от такового для великорусского дворянства и учитывающего местные особенности и исторические предпосылки.
С 28 февраля 1768 г. — обер-аудитор капитанского чина.
В 1769 году его патрон, граф П. И. Панин, принял командование 2-й армией, действовавшей против турок. С этого времени вся дальнейшая судьба Владимира Трофимовича Золотницкого, 23 ноября 1771 ставшего премьер-майором Днепровского пикинёрного полка, связана с Новороссией. Тогда же была резко сокращена, практически прекратилась его писательская и переводческая деятельность.
В 1769—1770 г.г. В. Т. Золотницкий принимал участие в Бендерском походе «и при взятии оного». «…И был правителем канцелярии в Крыму в 771 и 772 годах, а по заключении с крымским ханом и правительством трактата находился в бывшей Новороссийской губернской канцелярии в присутствии» (с 1773 г.). В 1776 г. по спискам Днепровского полка — зауряд-подполковник, «находится при Азовской губернской канцелярии за прокурора 775-го года октября с 13».
В 1777—1780 г.г. в отставке по состоянию здоровья («за приключившимися ему болезненными припадками»).
С 8 мая 1780 г. прокурор в Новороссийской губернской канцелярии в Кременчуге, с 15 марта 1785 г. губернский прокурор в Екатеринославе; 21 апреля переименован из полковников в коллежские советники.
8 июня 1787 во время поездки Екатерины II в Крым Высочайше пожалован орденом св. Владимира IV степени.
В 1787 г. за «подполковником Золотницким» числились в Александрийском уезде деревня Владимировка (1950 десятин «удобной» земли; 53 души мужского и 56 женского пола), а также две пустоши (по 720 и 300 десятин соответственно) в неуказанных местах, и ещё 1440 десятин — за «недорослем Золотницким».
2 сентября 1793 года произведён в статские советники.
С 1795 года председатель Палаты гражданского суда в Екатеринославском наместничестве.
12 мая 1796 года «по прошению его» высочайшим указом уволен «от всех дел» и «вскоре скончался».

## Семья
Был женат первым браком на дочери командира Чёрного сербского гусарского полка, пограничного комиссара в Новороссии полковника Л. А. Серезлия Ульяне Лазаревне Серезлиевой («православного вероисповедания, македонской нации»). У супругов родилось, по меньшей мере, девять детей, из которых наиболее известен старший сын Михаил (ок. 1771—1826), командир Полтавского (в 1804—1807) и Эстляндского мушкатёрских полков, полковник, кавалер ордена св. Георгия III класса, вышедший в 1811 г. в отставку после тяжелейшего ранения и женившийся на дочери председателя Херсонской судебной палаты, впоследствии екатеринославского вице-губернатора, М. С. Чайковского (ум. 1812) Анастасии, троюродной сестре поэта А. А. Дельвига.
Родоначальник дворянского рода Золотницких, 4 апреля 1788 г. внесён с первой женой и девятью детьми «в дворянскую родословную книгу Екатеринославской губернии в 3-ю оной часть».
Вторым браком был женат на Улите Ивановне Тройницкой. Три «вновь родившихся» ребёнка были признаны в потомственном дворянском достоинстве в июле 1797 г.

## Творчество
В. Т. Золотницким опубликован ряд работ по юриспруденции, философии и богословию (как переводов с немецкого и латинского языков, так и оригинальных трудов), в частности:
- «Состояние человеческой жизни, заключенное в некоторых нравоучительных примечаниях, касающихся до натуральных человеческих склонностей, собранных в пользу общества» (М., 1763);
- «Сокращение естественного права, выбранное из разных авторов для пользы Российского общества Владимиром Золотницким» (СПб., 1764);
- «Общество разновидных лиц, или рассуждение о действиях и нравах человеческих» (СПб., 1766, с посвящением П. И. Панину);
- «Рассуждение о бессмертии человеческой души, которое утверждается особливо чрез доказательство Божьего бытия, открывающегося нам из многочисленных созданий» (СПб., 1768);
- «Доказательство бессмертия души человеческой, взятое от намерения Божия, с каким он изволил создать мир сей, и из врожденных человеку совершенств и способностей» (СПб., 1780);
- «Наставление сыну» Архивная копия от 29 июня 2018 на Wayback Machine (Екатеринослав, 1796)[5].

Им также напечатаны:
- «Ода ея императорскому величеству всепресветлейшей державнейшей великой государыне императрице Екатерине Алексеевне, самодержице всероссийской на всерадостнейшее пришествие из Москвы в Санктпетербург» (СПб., 1763);
- «Новые нравоучительные басни, с прибавлением особливых к ним изъяснений» (СПб., 1763; несколько басен В. Т. Золотницкого опубликованы в кн.: «Русская басня XVIII и XIX века»[6]);
- «Дух Сенеки, или изрядные нравоучительные рассуждения сего великого философа» (с нем., М., 1765);
- «Путешествие в другой свет, или Иулиан Отступник, остроумная повесть» (с нем., СПб., 1766);
- «История разных героинь и других славных жен» (2 ч., с нем., СПб., 1767—1768) и др.

Сотрудничал как переводчик в журнале «Полезное Увеселение» (1761, ч. III—IV) и в издании И. Г. Рейхеля: «Собрание лучших сочинений к распространению знания» (1762, ч. II). По словам митрополита Евгения, «много писал довольно не худых од, сатирических писем и других стихотворений».

Magnum opus В. Т. Золотницкого, «Сокращение естественного права», «признается одной из первых, если не первой русской работой в области правоведения». Этот труд, содержащий, в частности, первое на русском языке систематическое изложение теории общественного договора, оказал значительное влияние на развитие отечественной правовой мысли. 
В истории международного права В. Т. Золотницкому должно быть отведено видное место. Право на это ему дает книга, полное заглавие которой таково: «Сокращение Естественнаго Права, выбранное из разных Авторов для пользы Российскаго общества Владимиром Золотницким».
.